# Butte County (South Dakota)
Butte County ist ein County im Bundesstaat South Dakota der Vereinigten Staaten. Das U.S. Census Bureau hat bei der Volkszählung 2020 eine Einwohnerzahl von 10.243 ermittelt. Der Verwaltungssitz (County Seat) ist Belle Fourche.

## Geographie
Das County hat eine Fläche von 5870 Quadratkilometern; davon sind 46 Quadratkilometer (0,75 Prozent) Wasserflächen.

## Geschichte
Das County wurde am 2. März 1883 gegründet und nach den zahlreichen Härtlingen (englisch: „butte“) in der Gegend benannt.

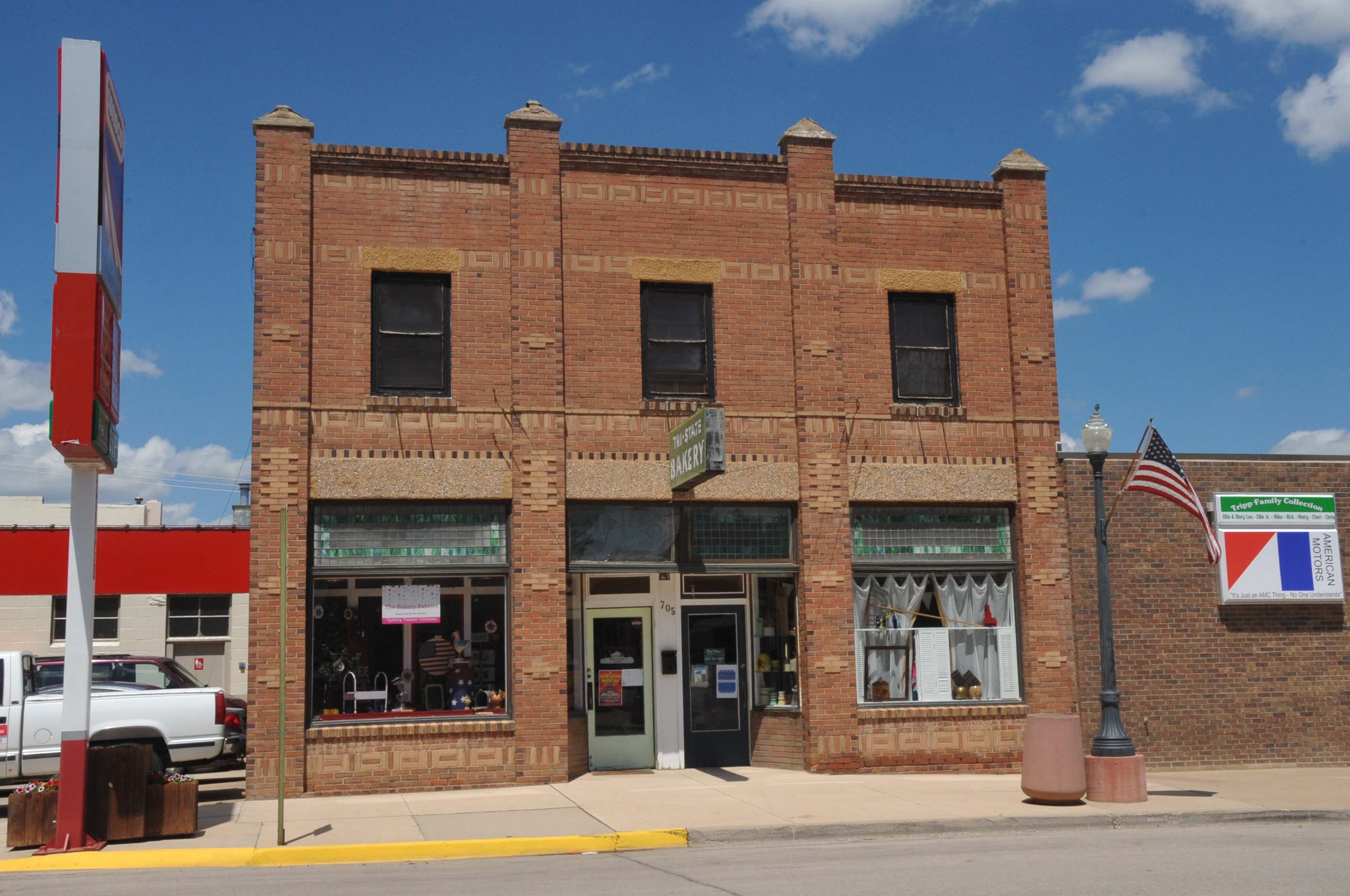
Die Tri State Bakery ist einer von 36 Einträgen des Countys im NRHP.

36 Bauwerke und Stätten des Countys sind im National Register of Historic Places (NRHP) eingetragen (Stand 30. Juli 2018).

## Städte und Gemeinden
Städte (Citys)
- Belle Fourche
- Newell

Gemeinden (Towns)
- Fruitdale
- Nisland